# Termòmetre de mercuri

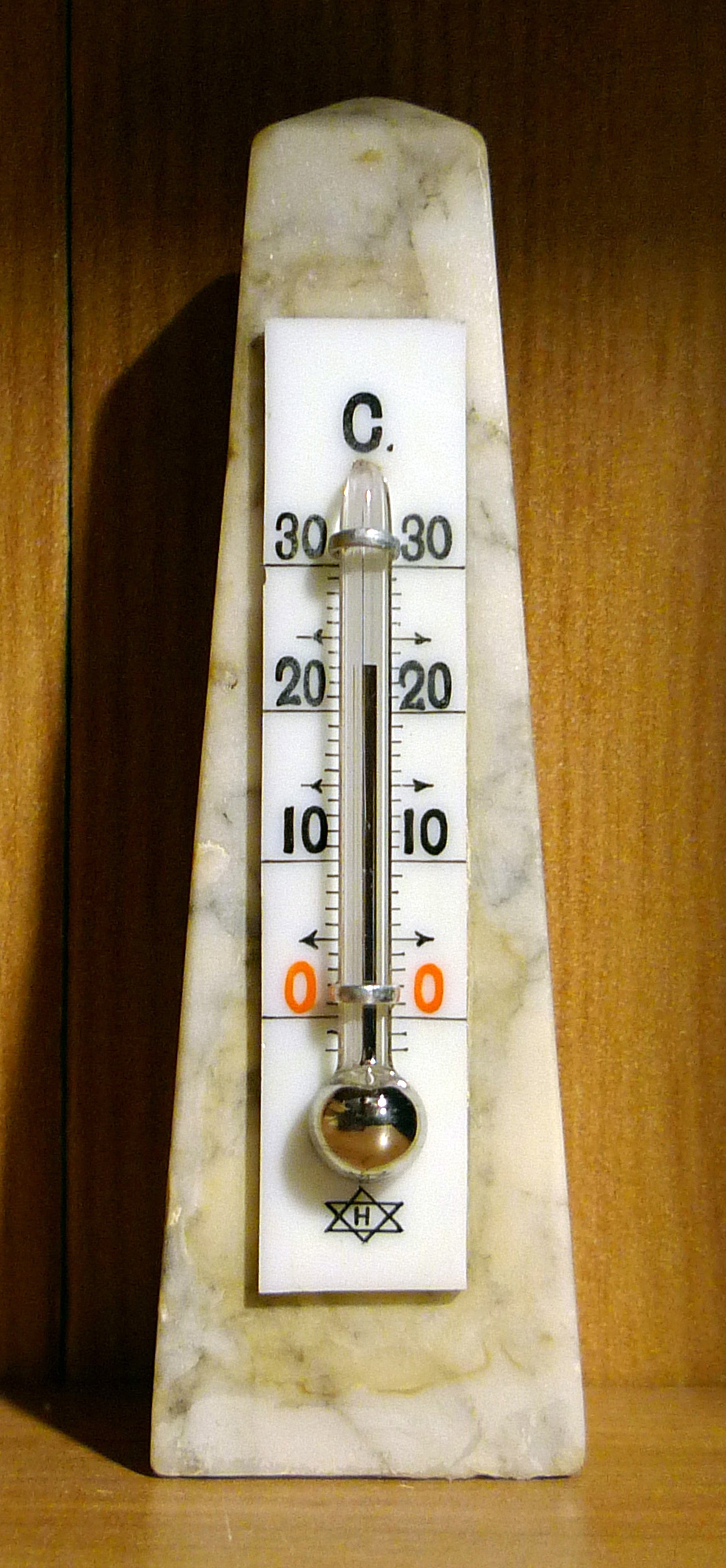
Termòmetre de mercuri que permet mesurar la temperatura ambient

El termòmetre de mercuri és un instrument de mesura inventat pel físic Daniel Gabriel Fahrenheit l'any 1714. Consisteix en un bulb que conté mercuri connectat a un tub de vidre de petit diàmetre; el volum de mercuri en el tub és molt menor que el volum en el bulb. El volum del mercuri canvia lleugerament segons la temperatura a causa de la dilatació; aquest petit canvi fa que la columna de mercuri en el tub pugi o baixi. L'espai que no ocupa el mercuri pot ser emplenat amb nitrogen o bé pot estar a una pressió inferior que l'atmosfèrica (un buit parcial).
El 19 de març de 1743, Jean-Pierre Christin va presentar el primer termòmetre de mercuri que utilitzava els paràmetres de zero graus com a punt de fusió de l'aigua i cent com a punt d'ebullició.
El 2007, una directiva europea va prohibir-ne l'ús.